# Phyllodactylus barringtonensis
Espèce
Statut de conservation UICN

 LC  : Préoccupation mineure
Phyllodactylus barringtonensis est une espèce de geckos de la famille des Phyllodactylidae.

## Répartition
Cette espèce est endémique de l'île Santa Fé dans les îles Galápagos.

## Étymologie
Son nom d'espèce, composé de barrington et du suffixe latin -ensis, « qui vit dans, qui habite », lui a été donné en référence au lieu de sa découverte, l'île Santa Fé parfois nommée île Barrington.

## Publication originale
- Van Denburgh, 1912 : Expedition of the California Academy of Sciences to the Galapagos Islands, 1905-1906. VI. The geckos of the Galapagos Archipelago. Proceedings of the California Academy of Sciences, ser. 4, vol. 1, p. 405-430 (texte intégral).